# دانکن بلک
دانکن بلک (انگلیسی: Duncan Black; ۲۳ مهٔ ۱۹۰۸ – ۱۴ ژانویهٔ ۱۹۹۱) اقتصاددان اهل اسکاتلند بود.